# Crème de cassis

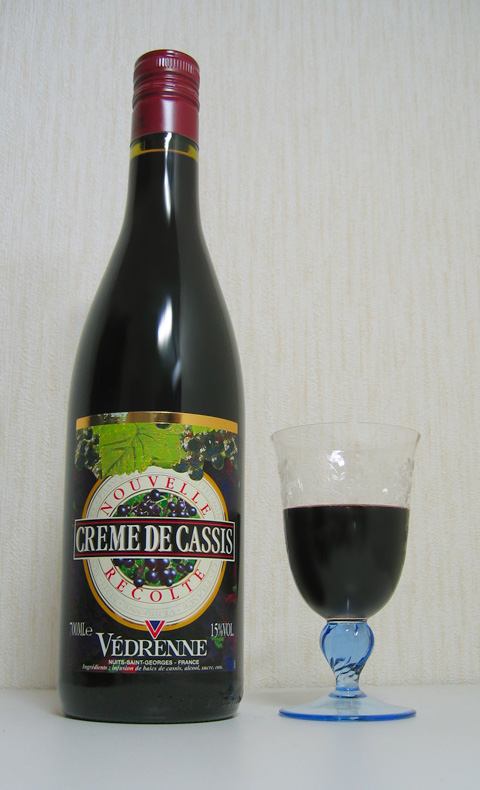
Crème de cassis.

Crème de cassis is een zoete donkerrode likeur met zwartebessensmaak. De moderne versie van de drank verscheen voor het eerst in de omgeving van Bourgondië in 1841 en verving de "Ratafia de Cassis" van eerdere eeuwen. Het wordt gemaakt door geplette zwarte bessen in alcohol te drenken en vervolgens met suiker te zoeten. Crème de cassis is een specialiteit van Bourgondië maar het wordt ook gemaakt in andere Franse regio's, zelfs in Luxemburg en Quebec.
De kwaliteit van crème de cassis is afhankelijk van zowel de verscheidenheid van de gebruikte vruchten als de inhoud van de bessen en het productieproces. Drank met het label Crème de Cassis de Dijon bevat gegarandeerd bessen uit de gemeente Dijon. Een Interprofessional Syndicate heeft sinds 1997 geprobeerd om een "Appellation d'Origine Contrôlée" te verkrijgen voor "Crème de Cassis de Bourgogne", dat zowel de afkomst als de verscheidenheid van de vruchten zou garanderen, alsook het aantal bessen in het voor de productie gebruikte recept.
Jaarlijks wordt bijna 16 miljoen liter Crème de cassis geproduceerd, die grotendeels in Frankrijk geconsumeerd wordt, en deels geëxporteerd.
Door een kleine hoeveelheid Crème de cassis in een wijnglas aan te vullen met de droge witte wijn Aligoté krijg je het aperitief  Kir. Voor een Kir Royale moet men Crémant de Bourgogne nemen en voor een Kir Imperial champagne.